# 蒙山镇
蒙山镇，是中华人民共和国广西壮族自治区梧州市蒙山县下辖的一个乡镇级行政单位。

## 行政区划
蒙山镇下辖以下地区：
解放社区、民主社区、永安社区、湄江南社区、湄江北社区、北楼村、城西村、新联村、高堆村、甘棠村、文平村、洲南村和回龙村。